# Mgła frontowa
Mgła frontowa – mgła, której powstawanie związane jest z występowaniem powietrza o różnej temperaturze w okolicy frontów meteorologicznych.

## Geneza
W strefie frontowej stykają się ze sobą dwie masy powietrza różniące się właściwościami fizycznymi. Po przejściu frontu ciepłego dzięki turbulencyjnemu mieszaniu cieplejsza masa powietrza wychładza się od podłoża, wilgotność tych dwóch mas powietrza zbliża się do stanu nasycenia aż do osiągnięcia temperatury punktu rosy – wówczas zaczyna się proces kondensacji i tworzy się mgła

## Obszar występowania
Mgły frontowe ciągną się wzdłuż frontu na dużych przestrzeniach; sięgać mogą 200-400 km w głąb strefy frontowej.